# Rhynchospora macrostachya
Rhynchospora macrostachya là loài thực vật có hoa trong họ Cói. Loài này được Torr. ex A.Gray miêu tả khoa học đầu tiên năm 1835.